# Старопесчаное
Старопесчаное — село в Бурлинском районе Алтайского края России. Входит в состав Новопесчанского сельсовета.

## География
Находится у озера Песчаное, к западу от оз. Хомутиное. Вдоль побережья озёр, к северо-востоку идут поселения: упразднённое село Табатерка, д. Рожковка.
Рельеф — равнинный. Климат — резко континентальный. Средняя температура января −16,8 °C,июля +20,8 °C. Количество атмосферных осадков 275 мм.

## История
Основано в 1826 году.
До 1917 года русская деревня Славгородской волости Барнаульского уезда Томской губернии. В 1928 г. деревня Старо-Песчаное состояла из 157 хозяйств, административный центр Старо-Песчанского сельсовета Ново-Алексеевского района Славгородского округа Сибирского края.

## Население
| 1997 | 1998 | 1999 | 2000 | 2001 | 2002 | 2003 | 2004 | 2005 |
| ---- | ---- | ---- | ---- | ---- | ---- | ---- | ---- | ---- |
| 4    | →4   | ↗5   | ↘4   | ↗9   | ↘1   | →1   | →1   | →1   |
| 2006 | 2007 | 2008 | 2009 | 2010 | 2011 | 2012 | 2013 |      |
| →1   | ↗4   | →4   | ↗5   | ↘4   | →4   | ↗5   | →5   |      |

В 1928 году проживало 883 человека (440 мужчин и 443 женщины). Преобладающее население: русские.

## Инфраструктура
Было развито сельское хозяйство.
В 1930-х организована сельскохозяйственная артель «Вторая пятилетка». С 1950 года являлось отделением укрупнённого колхоза «Заря коммунизма». В 1963 году стало отделением колхоза имени Ленина. В 1966 году на землях этого колхоза организован совхоз «Песчанский»
Личное подсобное хозяйство.

## Памятные места, достопримечательности
Памятник «
Погибшим в Великую Отечественную войну жителям села Старопесчаное».

## Транспорт
Просёлочные дороги.